# Tom Ljungman
Tom Kjell Ljungman (Estocolmo, Suecia, 29 de mayo de 1991) es un actor sueco, principalmente conocido por su papel de Patrik en la película Patrik 1,5.

## Biografía
Ljungman nació el 29 de mayo de 1991 en la ciudad de Estocolmo, Suecia. Su padre es la celebridad televisiva Jonny Ljungman. Actualmente vive en el distrito de Skarpnäck, en el sur de Estocolmo. 
Su primer papel como actor fue en la serie de televisión Errol en 2003, donde interpretó al personaje homónimo. Ljungman también ha aparecido en series como De halvt dolda y como Foppa en Livet enligt Rosa, así como también en la popular serie Wallander en 2009. En la pantalla grande, es conocido por su papel de Patrik, un adolescente problemático de quince años, en la galardonada película de comedia gay, Patrik 1,5. El filme fue estrenado en 2008 y fue dirigido por Ella Lemhagen. 

## Filmografía
| Año  | Título                                       | Papel                   | Notas               |
| ---- | -------------------------------------------- | ----------------------- | ------------------- |
| 2003 | Errol                                        | Errol                   | Serie de televisión |
| 2004 | Pappa Jansson                                | Arvid                   | Película corta      |
| 2005 | Livet enligt Rosa                            | Foppa                   | 2 episodios         |
| 2005 | Graven                                       | Ninas Son               | 1 episodio          |
| 2005 | Läge leve Lennart                            | Tommy                   | Novellfilm          |
| 2006 | Kvarteret Skatan                             | Filips Kompis           | 1 episodio          |
| 2008 | Låt den rätte komma in                       | Sin creditar            |                     |
| 2008 | Patrik 1,5                                   | Patrik Eriksson         | Película            |
| 2008 | Oskyldigt dömd                               | Oskar Karlsson          | 1 episodio          |
| 2009 | Wallander - Skytten                          | Hector Ussi             |                     |
| 2009 | De halvt dolda                               | Linus                   | Serie               |
| 2009 | Fallet - Rödeby                              | Micke                   | 1 episodio          |
| 2010 | 7x - Lika barn leka bäst                     | Morgan                  | Serie               |
| 2011 | Kyss mig                                     | Oskar                   |                     |
| 2011 | Jag saknar dig                               | Stefan                  |                     |
| 2011 | Maria Wern - Drömmar ur snö                  | Tom                     |                     |
| 2011 | Medan allt händer                            | Ola                     | Película corta      |
| 2011 | Girl                                         | Alex                    | Película corta      |
| 2011 | The Crown Jewels                             | Jésus Fernandez (joven) | Serie               |
| 2012 | Jävla pojkar                                 | Kristoffer              |                     |
| 2012 | Johan Falk: Barninfiltratören                | Ricky                   |                     |
| 2012 | Fjällbackamorden - Strandridaren             | Ante                    |                     |
| 2013 | Gryning                                      | Axel                    | Película corta      |
| 2013 | What the hell are you gonna do in Stockholm? | Finn                    | Película corta      |
| 2014 | Viva Hate                                    | Daniel                  | Serie               |
| 2014 | Ceasar                                       | Ola                     | Película corta      |
| 2014 | Hollys Hjältar                               | Nick (joven)            | Serie               |
| 2015 | Ronja Rövardotter                            | Joven                   | Serie               |
| 2015 | Girls & Boys                                 | Sebastien               | Película corta      |